# Джедефптах
Джедефптах, Тамфтіс — єгипетський фараон з IV династії.
Ім'я Тамфтіс відоме лише з «Єгиптики» Манефона. Відповідно до Вільяма Геєса його ім'я звучало Джедефптах (Птахджедеф).

## Життєпис
Секст Юлій Африкан, який наводив фрагмент з «Єгиптики» Манефона, зазначав, що Тамфтіс був останнім фараоном IV династії та правив 9 років. Євсевій Кесарійський його імені, як й імен більшості фараонів IV династії, не згадував, вказуючи, що «решта царів не зробили нічого, що б варто було згадати». Також ім'я Джедефптаха відсутнє й у Ератосфена, який наводив список фараонів IV династії.
Едуард Меєр 1887 року вважав, що Тамфтіс був узурпатором, через що його ім'я не згадувалось у царських списках. За іншою версією для цього фараона не влаштовували поховальної церемонії, через що його ім'я надалі не згадувалось. Інший єгиптолог, Петер Яноші, припустив, що оскільки археологічних доказів існування Джедефптаха немає, то він є пізньою вигадкою та має бути виключений зі списку фараонів.
Єгиптологи Вінфрід Шепель і Герман Олександр Шлегль припустили, що фараоном Джедефптахом могла бути цариця Хенткаус I, головна дружина фараона Усеркафа. Підставою для цього послужили зображення у поховальному храмі цариці, де вона зображена з символами фараона — прилаштованою бородою та царською коброю (Урей) на лобі. Однак її ім'я ніколи не розміщувалось у сереху чи картуші, окрім того воно відсутнє у списку фараонів.
Вольфганг Гелк припустив, що Тамфтіс міг бути сином цариці Хенткаус I та, можливо, фараона Усеркафа. Окрім того, верховна жриця Бунефер, імовірна дочка Усеркафа, могла бути дружиною Тамфтіса.

## Правління
У Туринському царському папірусі список фараонів IV династії розташований у 3-й колонці. Однак його частково пошкоджено. Після Хефрена (рядок 12) і після Шепсескафа (рядок 15) імена фараонів не читаються, однак там могло бути ім'я Джедефптаха. Нині більша частина єгиптологів у 13-му рядку розміщують ім'я Баки, ще одного маловідомого фараона династії, а на позицію 16 — Джедефптаха. Для фараона на позиції 16 зберігся запис, що він правив 2 роки.
В Абідоському списку для IV династії показано тільки 6 фараонів. У Саккарському списку після Шепсескафа до першого фараона V династії Усеркафа показано 2 імені. На думку єгиптологів, перше ім'я може належати фараону Джедефптаху. Друге ж ім'я нині є загадкою. Окрім того, картуші Хефрена біля Сахура значно пошкоджені, в результаті чого неможливо підтвердити, які імена там записано.
На кам'яній плиті у Ваді-Хаммаматі на Синайському півострові зазначено кілька імен у картушах: Хуфу, Джедефра, Бауфра та принца Джедефгора. Бауфра і Джедефгор, сини Хуфу, відсутні у списках фараонів. Їхні імена в картушах могли бути свідченням того, що вони вс ж правили нетривалий час, і їх можна ідентифікувати з двома манефонівськими фараонами (Бакою і Джедефптахом). Але вони не згадуються у жодних написах як «царі Верхнього й Нижнього Єгипту», лише з титулами «син царя» чи принца.
Існують написи різних єгипетських вельмож періоду правління кінця IV — початку V династій, у яких перелічуються імена фараонів-сучасників. Так принц Сехемкара повідомляв про свою кар'єру за Хефрена, Менкаура, Шепсескафа, Усеркафа й Сахура. Імен фараонів, яких можна зіставити з Бакою чи Джедефптахом, немає. У написі чиновника Нетжерпунесута згадувалось, що він служив фараонам Джедефра, Хефрену, Мікерину, Шепсескафу, Усеркафі й Сахура, де знову відсутні імена тих же фараонів. У написі в могилі високопоставленого жерця V династії Птахшепсеса, який служив фараону Ніусеррі, згадувалось, що він відповідав за проведення погребального поклоніння фараонам Менкаура й Шепсескафі, якихось імен інших фараонів між ними не згадувалось.
При цьому всьому, єгиптолог Мирослав Вернер вказував на те, що відсутність імені фараона у написах сучасників не може свідчити про те, що фараон був фіктивним. Він порівнював таку ситуацію з фараоном V династії Шепсескарою. Про існування фараона свідчать знайдені циліндричні печатки з його картушами. При цьому на стелі чиновника V династії Кауптаха перелічено список фараонів, яким він служив: Сахура, Неферірікара I, Ранефереф та Ніусерра. Однак ім'я Шепсескара відсутнє. Про правління фараона свідчень практично немає, на підставі чого можна зробити висновок, що він правив не 7 років, як показано у Манефона й у Туринському списку, а дуже нетривалий термін.
Дана ситуація показує, що у Стародавньому царстві існувала династична боротьба. Припускають, що така ж ситуація супроводжувала фараона Джедефптаха. Однак жодних свідчень щодо династичних суперечностей наприкінці правління IV династії не збереглось. І цілком ймовірно, що фараон Джедефптах був вигаданий, а 2 роки правління в Туринському папірусі належать Шепсескафу, останньому фараону IV династії.